# Mięsień przeciwstawiacz palca małego (ręka)

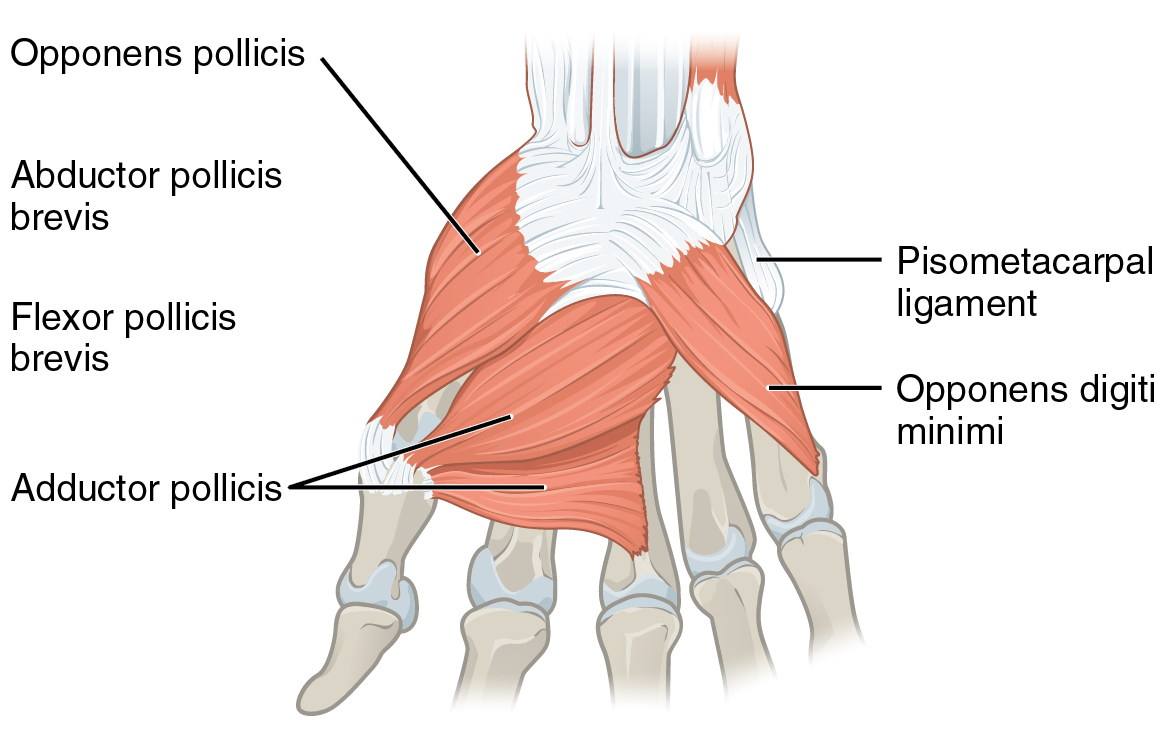
Mięsień przeciwstawiacz palca małego podpisany Opponens digiti minimi.

Mięsień przeciwstawiacz palca małego (łac. musculus opponens digiti minimi) – w anatomii człowieka mięsień ręki zlokalizowany w najgłębszej warstwie kłębika. Przebiega on od troczka zginaczy i haczyka kości haczykowatej nadgarstka do powierzchni łokciowej bliższej połowy V kości śródręcza.
Unaczyniony jest przez gałąź dłoniową głęboką od tętnicy łokciowej, a unerwiony przez gałąź głęboką nerwu łokciowego.
Jego funkcją jest nieznaczne wyprowadzanie V kości śródręcza z płaszczyzny pozostałych kości śródręcza.
Czasem wyróżniany jest także mięsień przeciwstawiacz palca małego na stopie, uważa się go jednak zwykle za część zginacza krótkiego palca małego.